# Болохан
Болохан (рум. Bolohan) — село в Оргіївському районі Молдови. Утворює окрему комуну.

## Населення
За даними перепису населення 2004 року у селі проживали 1559 осіб.
Національний склад населення села:
| Національність       | Кількість осіб | Відсоток   |
| -------------------- | -------------- | ---------- |
| молдавани румуни     | 1479 56        | 94,9% 3,6% |
| росіяни              | 10             | 0,6%       |
| українці             | 9              | 0,6%       |
| гагаузи              | 1              | 0,1%       |
| інша / без відповіді | 4              | 0,3%       |
| Всього               | 1559           | 100%       |